# 世田谷学園中学校・高等学校の人物一覧
世田谷学園中学校・高等学校の人物一覧（せたがやがくえんちゅうがっこう・こうとうがっこうのじんぶついちらん）は私立世田谷学園中学校・高等学校の主な出身者・教員・関係者などについての一覧である。

## 出身者

### 政界
- 萩野浩基 - 前衆議院議員・哲学者・東北福祉大学学長
- 広川弘禅 - 政治家・吉田茂内閣の農林大臣・自由党幹事長
- 松本文明 - 衆議院議員

### 経済
- 高橋治則 - イ・アイ・イ・インターナショナル元社長
- 三上洋一郎（中退） - GNEX代表取締役CEO
- 三原邦彦 - ビー・スタイル代表取締役会長

### 柔道
- 阿武貴宏
- 石田輝也
- 泉浩 - 2004年アテネオリンピック柔道90kg級銀メダリスト・2008年北京オリンピック柔道90kg級代表
- 海老沼匡 - 柔道家・2012年ロンドンオリンピック柔道66kg級銅メダリスト・2016年リオデジャネイロオリンピック柔道66kg級銅メダリスト
- 海老沼聖 - 海老沼匡の兄
- 大野将平 - 2016年リオデジャネイロオリンピック柔道73kg級金メダリスト・2020年東京オリンピック柔道73kg級金メダリスト、柔道混合団体銀メダリスト
- 古賀稔彦 - 全日本柔道女子強化コーチ・1988年ソウルオリンピック柔道71kg級代表・1992年バルセロナオリンピック柔道71kg級金メダリスト・1996年アトランタオリン ピック柔道78kg級銀メダリスト
- 古賀元博 - 古賀稔彦の兄
- 小嶋新太
- 瀧本誠 - 2000年シドニーオリンピック柔道81kg級金メダリスト
- 竹下忠良
- 田辺勝
- 鉄谷竜三
- 秀島大介
- 松本昌広
- 松雪博
- 三原邦彦
- 棟田康幸 - 世界柔道選手権大会優勝2回
- 持田達人
- 吉田秀彦 - 1992年バルセロナオリンピック柔道78kg級金メダリスト・1996年アトランタオリンピック柔道86kg級代表・2000年シドニーオリンピック柔道90kg級代表

### バスケットボール
- 朝山正悟 - 広島ドラゴンフライズ
- 石田晃章 - 横浜エクセレンス
- 小野元 - ライジング福岡
- 原口真英 - 埼玉ブロンコス
- 渡邉裕規 - 宇都宮ブレックス

### その他スポーツ
- 大谷尚徳 - プロ野球選手
- 大谷真徳 - プロ野球選手
- 倉澤利彰 - 競泳選手、1992年バルセロナオリンピック200m自由形、400m個人メドレー代表・1996年アトランタオリンピック400m個人メドレー代表
- 小次郎 - 格闘家
- 小斎武志 - 格闘家
- 小山武明 - スポーツジャーナリスト・プロゴルファー・ゴルフ解説者
- 澤田敦士 - プロレスラー
- 清水貴之 - プロ野球選手
- 吉田善行 - 総合格闘家

### 芸術
- 芦川誠 - 俳優
- 内野聖陽 - 俳優・菊田一夫演劇賞・モンテカルロ国際テレビ祭主演男優賞・読売演劇大賞 最優秀男優賞等受賞
- M高史 - ものまねタレント
- 柿崎ゆうじ - 映画監督・脚本家・作詞家・会社経営者
- 嶋倉雷象 - 俳優・舞道家
- 滝本淳助 - カメラマン
- 辻三太郎 - 声優・俳優・お笑いタレント
- 萩原流行 - 俳優
- 八光亭春輔 - 落語家
- 左とん平 - 俳優
- 栄喜 - 歌手・SIAM SHADE
- 美川陽一郎 - 俳優
- 水木一郎 - 歌手・アニメソングの帝王・コロムビアゴールデン・ディスク「ゴールデン・ヒット賞」等ゴールデンディスク賞十数回受賞
- 三谷幸喜 - 脚本家・日本アカデミー賞最優秀脚本賞・芸術選奨・喜劇人大賞・岸田國士戯曲賞・菊田一夫演劇賞大賞・松尾芸能賞大賞等受賞
- マンボウやしろ（中退） - 演出家・脚本家・ラジオパーソナリティ・元お笑いタレント

### 作家
- 伊藤桂一 - 作家・日本芸術院賞・恩賜賞・芸術選奨文部大臣賞・直木賞・吉川英治文学賞・三好達治賞等受賞
- 伊藤文學 - 文学者・雑誌『薔薇族』編集長
- 小林のりお - 写真家・木村伊兵衛写真賞

### 学者・研究者
- 梅田良忠 - 歴史学者・僧・関西学院大学教授
- 小林孝輔 - 憲法学者・青山学院大学名誉教授
- 中西悟堂 - 野鳥研究家・日本野鳥の会創立者・歌人・詩人・文化功労者・日本エッセイスト・クラブ賞・読売文学賞

### その他
- 勝浦修 - 将棋棋士・将棋栄誉賞
- 田中毅 - 日本テレビアナウンサー
- 仁科健吾 - テレビ朝日アナウンサー
- 松原恭司郎 - 公認会計士・元中央大学大学院特任教授

## 学園関係者
- 大賀一郎 - 元教員・大賀ハスの発見者
- 友野雅義 - 元教員（柔道部顧問）
- 樋口清之 - 元教員・國學院大學名誉教授・考古学者・歴史作家・「梅干しと日本刀」著者・紫綬褒章受賞
- 持田治也 - 体育科教諭（柔道部顧問）